# Scheiben-Schwingmühle
Scheiben-Schwingmühlen werden im Laborbereich für die Zerkleinerung im Rahmen der Qualitätskontrolle von Feststoffen eingesetzt. Oftmals werden Stoffe durch Analysen auf ihre chemische und physikalische Zusammensetzung überprüft. Analyseverfahren sind hier beispielsweise AAS (Atomabsorptionsspektrometrie), NIR (IR-Spektroskopie), ICP-MS (Massenspektrometrie mit induktiv gekoppeltem Plasma) oder RFA (Röntgenfluoreszenzanalyse). Voraussetzung für eine genaue Analyse nach diesen Methoden ist es, die Analysenprobe in einem möglichst hohen Grad zu homogenisieren und sie auf eine definierte Feinheit zu zerkleinern. Hierfür kann man neben
- Kugelmühlen
- Rotormühlen und
- Mörsermühlen auch
- Scheiben-Schwingmühlen

verwenden.
Die Entscheidung, welche Mühle zur Zerkleinerung eingesetzt werden sollte, hängt von den physikalischen Eigenschaften (Bruchverhalten, Elastizität) der Ausgangsprobe sowie ihrer Aufgabekorngröße und der gewünschten Endfeinheit ab.

## Funktionsprinzip
Scheiben-Schwingmühlen zerkleinern durch Druck, Stoß und Reibung. Die Mahlgarnitur besteht aus einem Mahlbecher, einer Mahlscheibe und gegebenenfalls einem Mahlring. Die im Becher befindlichen Mahlkörper üben durch die Schwingungsbewegungen des Antriebs extreme Druck-, Stoß- und Reibwirkungen auf das Mahlgut aus, welches so zerkleinert und homogenisiert wird.